# Hoya epedunculata
Hoya epedunculata ist eine Pflanzenart der Gattung der Wachsblumen (Hoya) aus der Unterfamilie der Seidenpflanzengewächse (Asclepiadoideae).

## Merkmale
Hoya epedunculata ist ein kleiner, epiphytischer, kletternder Halbstrauch mit fadenförmigen, wenig verzweigten Trieben. Die reich beblätterten Triebe sind biegsam, im Querschnitt rund und kahl. Die ausgebreiteten Blätter sind gestielt, die auf der Oberseite leicht rinnigen Blattstiele sind 1 bis 1,3 cm lang. Die ledrigen Blattspreiten sind elliptisch, 11 bis 18,5 cm lang und mittig 4,5 bis 7,5 breit. Sie sind auf der Ober- und der Unterseite kahl. Die Basis ist keilförmig, der Apex ist spitzenzipflig. Die Blattnervatur ist palmenförmig mit 6 bis 7 von der Mittelrippe abgehenden Sekundärrippen, die sich am Ende teilweise verzweigen.
Der endständige Blütenstand enthält nur eine bis etwa 5 Blüten ohne gemeinsamen Blütenstandsstiel. Sind mehrere Blüten vorhanden, sind sie doldenförmig angeordnet. Die sehr schlanken, etwa gleich langen Blütenstiele sind bis etwa 3,5 cm lang und kahl. Die eiförmigen Kelchblätter sind etwa 2 mm lang und außen mit feinen warzigen Auswüchsen bedeckt. Die Ränder sind außen mit Zilien besetzt. Der Apex ist stumpf. Die breit-glockenförmige, rosarote. Blütenkrone hat einen Durchmesser von 4,2 cm. Die Kronblätter sind in der basalen Hälfte verwachsen. Sie sind außen kahl und innen flaumig-papillös. Die Ränder sind dicht mit Zilien besetzt. Apices der dreieckigen Kronblattzipfel sind zipflig ausgezogen. Die verkehrt-eiförmigen, gelblich-weißen Nebenkronenzipfel sind horizontal ausgebreitet. Sie sind etwa 3,5 mm lang. Der innere Fortsatz ist spitz und aufsteigend, der äußere Fortsatz sehr stumpf. Die Seiten sind kaum verdickt.
Die Pollinia sind länglich und schlank, am Apex leicht nach innen abfallend. Der äußere hyaline Rand zieht sich bis unterhalb des Apex hin. Das Corpusculum ist sehr klein und rhombisch. Die Caudiculae sind kurz und dünn.

## Ähnliche Art
Die Blütenkrone ähnelt der Blütenkrone von Hoya torricellensis ist aber viel größer. Die Blätter sind breiter und die Blüten besitzen keinen Blütenstandsstiel. Die Kelchblätter und die Kronblätter sind mit Zilien besetzt. Hoya evelinae Simonsson & Rodda hat kleinere Blätter, Blütenstände entlang der Triebe und verkehrt-eiförmige Nebenkronenzipfel.

## Geographische Verbreitung und Habitat
Die Art kommt im Toricelli-Gebirge in Papua-Neuguinea vor. Schlechter fand sie dort blühend in Wäldern in 900 m über Meereshöhe.

## Taxonomie
Das Taxon wurde 1913 von Rudolf Schlechter beschrieben. Der Holotypus wird unter der Nummer Schlechter # 20102 im Herbarium des Botanischen Garten Berlin aufbewahrt. Die Datenbank Plants of the World online akzeptiert Hoya epedunculata als gültige Art.